# Kami (Miyagi)
Pour les articles homonymes, voir Kami.
Kami (加美町, Kami-machi) est un bourg du district de Kami, dans la préfecture de Miyagi, au Japon.

## Géographie

### Démographie
Au 1er décembre 2014, la population de Kami s'élevait à 24 245 habitants répartis sur une superficie de 460,82 km2.